# 罗贯中
罗贯中（约1330年—约1400年），名本，字彥直，另一字貫中，以字行，号湖海散人，元末明初通俗小说家，中国四大名著之一《三国演义》的編作者，其它主要作品有小说《隋唐两朝志传》、《残唐五代史演义》、《三遂平妖传》、《水浒全传》。《三国志通俗演义》（简称《三国演义》）是罗贯中的力作，这部长篇小说对后世文学创作影响深远。除小说创作外，尚存杂剧《宋太祖龙虎风云会》。

## 籍贯
羅貫中的籍贯在文学界和学术界一直存在争论，一说是东原（今山东东平），一说是太原（今山西太原） ，一说是庐陵（江西吉安），一说是钱塘（今浙江杭州），后两者不可确考。近年雖由於在山西省祁县河湾村发现了罗贯中之家谱，以及个人使用的印章，但並未說明其人為三國演義的作者。据最新研究，山西太原确有罗贯中，却是另一个杂剧家罗贯中（约1323年－约1397年），而《三国演义》的作者罗贯中最为可能是山东东平人。
关於罗贯中太原说，主要见于明朝贾仲明的《录鬼簿续编》，其他史书不见记载。有研究说《录鬼簿续编》不是贾仲明所写；也有研究说《录鬼簿续编》存在抄写错误，将“东原”抄成“太原”，而且历史上有一段时间今济南长清为中心毗连东平的一带正叫做「东太原」。有关他的许多事蹟多为民间传说，因而一直以来众说纷纭。对于太原说实有一个致命缺陷，如果罗贯中是山西人，在《三国演义》中为何对山东境内的琐屑历史人物如此熟悉和感兴趣。有研究认为作者对“东平府”和“太原府”熟悉、认知乃至热情的程度是很不一样的，《三国演义》作者罗贯中对“东原”有某种“故土”情结。

## 生平
罗贯中8岁开始在私塾学四書五經。14岁时母亲病故，于是辍学随父亲去苏州、杭州一带做生意。但是罗贯中对商業不感兴趣，在父亲的同意下，他到慈溪随当时的著名学者赵宝丰学习。
元惠宗至正十六年（1356年），罗贯中辞别赵宝丰，到张士诚幕府作賓。第二年在罗贯中的建议下，张士诚打败了朱元璋的部下康茂才的进攻。同年，张士诚的弟弟兵败被元朝俘虏，张士诚只好投降。降元後，张士诚贪图享乐。到至正二十三年，张士诚看到蒙古人没落，又再次称王。包括罗贯中在内的许多幕僚都建议暂缓称王，但是不被采纳。罗贯中自此对张士诚失去了信心，返回老家。
路上他遇到同乡贾仲明，得知父亲已经逝世，继母改嫁，便不再打算回老家。在河阳山（今日江蘇省蘇州市張家港）他遇到了正在撰写《水浒传》的施耐庵。罗贯中非常赞同他写书劝世的主张，于是拜施耐庵为师。此後，罗贯中一直陪伴在施耐庵旁边，帮助抄写书稿。随後自己也開始撰写《三国演义》，并得到了施耐庵的许多指点。
另說：羅貫中也在張士誠處任職，士誠敗歿，奉朱元璋令，遂專心著作出三國演義，感化風俗人心。
元惠宗至正二十六年春（1366年），罗贯中的老师赵宝丰去世。罗贯中赶往慈溪祭奠。几个月後，施耐庵为躲避兵乱全家迁往了兴化。罗贯中找不到施耐庵，就在河阳山继续写《三国演义》。
当罗贯中打听到施耐庵下落，准备投奔时，正巧赶上施耐庵因《水浒传》而被朱元璋禁錮。于是罗贯中赶往金陵，找到了施耐庵的好友刘伯温帮忙营救。经过一年多後，施耐庵终于出狱。罗贯中雇船送他回兴化。但是由於施耐庵途中染病，罗贯中陪伴他在淮安养病。不久施耐庵去世，罗贯中帮忙料理了喪事，然後带着《水浒传》书稿去福建建阳找人刻印。
但是在建阳无人敢承印《水浒传》。他没有办法，只好到杭州暂时住下。在这裡他整理修改了《水浒传》，也有人说《水浒传》後三十回就是这时完成的。同时他还改定了自己的《三国演义》，又写了《三遂平妖传》二十回，病逝在杭州。

## 著作
一般认为，《水浒传》也是由罗贯中帮助整理修改的。另外一种说法是，《水浒传》的后半部是他写的。《水浒传》的后半部，在一百回版本是三十回，包括了招安，征契丹和征方腊，在一百二十回版本还包括征田虎、征王庆。《水浒传》的后半部有时也称之为《征四寇》，比较吻合罗贯中的“忠君”思想。
- 《三國演義》。
- 《水浒传》，有异议[10]。
- 《隋唐两朝志传》[15][16]
- 《三遂平妖传》，有异议[17][16]。
- 《残唐五代史演义》，有异议[18][16]。
- 《大唐秦王词话》，有异议
- 《说唐》，有异议
- 《粉妆楼》，有异议
- 《赵太祖龙虎风云会》，据《录鬼簿续编》。